# Аркадия (Брест)
Арка́дия (бел. Аркадзія) — деревня, с 1 июня 2007 года в составе города Бреста, ранее в Брестском районе Брестской области Республики Беларусь. Входила в состав Гершонского сельсовета.
На рубеже XIX и XX столетий на месте гибели писателя-публициста XVII века и игумена Брестского святого православной церкви  — преподобномученика Афанасия Брестского была возведена деревянная церковь—каплица. В 1988 году каплица была обновлена и освящена, а в 1996 году с благословения Алексия II в Аркадии был открыт Свято-Афанасиевский Брестский мужской монастырь.